# 트렌트 개릿
트렌트 개릿(Trent Garrett, 1984년 3월 2일 ~ )은 미국의 배우이자 모델이다.

## 작품 목록
- 언더월드: 블러드 워